# Life in a Day (YouTube)
Life in a Day (La vida en un día) es una película documental proyecto de YouTube, anunciado el 6 de julio de 2010. Los usuarios de YouTube debían mandar un video grabado el 24 de julio, para que posteriormente el director ganador del Oscar Kevin Macdonald editará los vídeos de los contribuyentes para hacer el film. El largometraje completo fue estrenado en el Festival de Cine de Sundance en 2011 y mostrado en directo por YouTube. El proyecto continua la tarea artística de la humanidad, que afana en capturar la esencia de la vida en la Tierra como se demuestra con proyectos como'A Day in the Life' series y A Moment on Earth. De "Darren Ross".

## Lista de contribuyentes
Todos los autores de los videos elegidos son acreditados como codirectores.:
- Phil Loarie
- Natalia Andreadis
- Kjell Bismeyer
- Jon Haas
- Per-Terie Gabrielsen
- Julia Gabrielsen
- Daniel Gastelu
- Kristopher Kauth
- Laec Christensen
- Lilit Movsisyan
- Marc Proctor
- Marianne G. Petronic
and Thomas E. Shaad
- Nick Roden
- Soma Helmi
- Harvey Glen
- Jan Van Etten
- Andrew Reams
- Cristina Bocchialini
and Ayman El Gazwy
- Sean Grey
- Joseph Michael
- Paul Richard Smith
- Xaver Walser
- David Saddler
- Alejo Crisostomo
- Chris Cate
- Alejandro Romero Pallarés
- Beniamino Brogi
- Sergey Agapov
- Andreea Diana Tanasescu
- Francesco Villa
- Vania Da Rui
- Angela Hockabout
- Effer Lecebe
- Marek Mackovic
- Andreas Thiele
- S.Prince Ennares Periyar
- Alexander Rastopcin
- Thomas S. Stepleton
- Jennifer Howd
- Christophe Querry
- Cindy Baer
- Igor Saramago
- 2Stupids
- Jorge Bastardo
- Jochem Koole
- Javier De Lara Rodríguez
- Caryn Waechter
- Hiroaki Aikawa
- Ester Brym Ortiz Guillen
- Friedrich Joachim Tragauer
- Shawn Gadberry
- Toniu Xou
and Patricia Martínez Del Hoyo
- Marco Cavallini
- Ivan Zuber
- Felix Henrichs
- Amil Shivji
- Thomas Ellis
- Boris Gryshkevych
- Christopher Santiago
- Julie Couturier
- Geneviéve Dulude-Decelles
and Sarah Mannering
- Loressa Clisby
- Javed Kana
- Fred Neukam
- Justin P. Janowski
- Mario Obst
- Alex Laney
- Andrew Ray Johnson
- Guido Berger
- Tahlia Merrill
- Linda López
- Yevgeniy Vaskevich
- Christian Buch Iversen
- Linda Matarasso
- Omar Ortiz
- Bailey Sutton
- Adrian Njenga
- Kate Mead
- Will Brewster
- Ryan Lynch
- Andrew John Wilhelmsen
- Alice Wenley
- Kevin Liuzzo
- Melissa Guzmán
- John Lesinka Leng'eny
- Aditya Kolli
- Jusitn Swan
- Bruno Xhoxhi
- Alaa Hassan
- Bob Liginki jr
- Suzanne Lucas
- Jaai' Dukstra
- Neelendra R.
- Vetrivell Velumuthu
- Rhys Wood
- Denis Baribault
- Brian Kragtwijk
- Cléméntine Isaac
- Anmol Mishra
- Jared Hosid
- Michael T. Balonek
- Andrea Dalla Costa
- Malgorzata Malak
- Sergej Kondakov, mga
- Christos Pentedimos
- Flavio Comin
- Natalia Vorontsova
- Denis Rahovetskijyu
- Diana Priscila
- Joào Xàrà Aguiar Da Silva
- Takuya Morimoto
- Seth Oliver Grant
- Michajl Nazarov
- Lisa M. Cottrell-Bentley
- Zillah Bowes
- Tony Reale
- Sergey Chebkasov
- James Marcus Haney
- Justin Peele
- Joaquin Montalvan
- Mauricio Escalona González
- Ali Hisham
- Cec Marquez
- Joseph Choi
- Ashlee Jenita Ferret
- Adrian Cornescian
- Francesco La Regina
- Ismail Youssef
- Dario Peroni
- José Fernando De Miranda
- Gerald McMahon Parsons
- Pankaj Rai
- Clare Olivia Fisher
- Randy Ray Sides
- Derek Broes
- Ida Lai
- Mao Hamamoto
- Lesley Rowland
- Antony M.J.L. Delarue
- Tran Thi Thanh Ha
- Michael Hira
- Brian House
- Pratibha Rolta
- Alberto Ramiro González Benavides
- Johnny Nguyen
- Eduardo Sánchez
- Lilly Lee Jackson
- Torrey Meeks
- Jkeldesh
- Marian Banovski
- Sdenka Zobeida Salas Pilco
- Miguel Curado Malta
- Jeff Dolen
- Ruhel Hamed
- Valentina Rossa
- Destefano Emanuele
- Etienne Heyman
- Renchano Humtsoe
- Andrea Walter
- Andrea Da'fronza
- Sergio Donato
- Sergey Ligun
- Ben Cupczak
- Thiago Fazolari Meyer
- Jack Attridge
- Joseph Bolz
- Maria Fernanda Ferraz De Camargo
- Edward J. McNelis
- Mark Steven Mocarski
- Michel Gauthier jr
- Rachel Brown
and Tegan Bukowski
- Laura Lemijnyete
- Alfredo A. Oliveira
- Alexander St. John Westby Simcock
- Maria Antonieta Carelda Cansieco
- Marius Ionut Calu
- Denis Baroi
- Elisa Pennino
- Michael Cooper
- Anne Crossey
- Christopher Redmont
- Meuke Van Herwijnen
- Kartik Chaturvedi
- Dave Davidson
- Jennifer Wardle
- Kiril Kostov
- Christopher Brian Hebrot
- Timothy Kiernan
- Guy Hawkins
- Nicholas Gallucci
and Emmanuele Pickett
- Anastasiya Fadeeva
- Mischa Hrziwnatzki
- Dean Boysen
- Alberto Lama
- Gilbert Ndahayo
- Pisanu Mhokprakhon
- Shehab Elnoury
- Brian Hendrix
- David Jacques
- Ryan Peter Reis
- Don Thrash
- Rebecca McEvoy
and Keith McEvoy
- Rustom Bailey Iraní
- Mareike Herberg
- John Walkley
- Andrea Salvatori
- Alejandro Angel T.
- Sophie Kolb
- Ian Service
- Maureen Ravelo
- Bairmuc2010
- Roberto Corso
- Roger Szilagyi
- Besnik Hyseni
- Andrew Coleman
- Sonya Mishieva
- Drake Shannon
- Haley Cummings
- Naotomo Umewaka
- Herman Daniel Afanador Jiménez
- Patrick Flanary
- Jason Bohenek
- Denis Pryanikov
- Baitijrin Alexander Muhammedovic
and Ardilanov Renat Valerevich
- Pedro Nuno Tavarez Barcelos G. Lobito
- Jens Gottschalk
- Alex Peacher
- Anthony Sheppard
- Jose Alderson
- Glenn Vivares
- Balog Zsofia
- Manasvi Kumar
- Assan Isa Aldoy
- Peter Njogu
- Kevin McMahon
- John X. Demaio
- Logan Needham
- Angélique A.E. Georges
- Frederik Boje
- Raul Rivas
- Socrates Cuadri
- Alan Teitel
- Tom Robinson
- Louie Rodríguez
- Massoud Hossaini
- Stephanie Steenstra
- Sherkhan Mateen
- Albina Kalabuhova
- Farzana Wahidy
- Timothy A. Conneally
- Frederic Lumiere
and Jane Haubrich
- David Chappelow
- M. Dowod Taban
- Georgia Merton
- Giuseppe Mattia
- John Paul Mallo
- Natalia Andreadis
- Jessica Geltz
- Leah Collum
- Massomi Sultani
- Rachel Hart
- Shir Decker
- Noorshah Noorani
- Alberta Álvarez Portela
- Jessie Brisendine
- Robin Bordeaux
- Esther De Blu
- Johanna Nifosi
- Natalie Itzkowic
- Han Siu
- Mojca Breceli
- Brad Sorensen
- Amy Levandosky
- Benjamin Richey
- Neil Tuttle
- Ina Angelina Foerster
- Bernhard Kleine-Frauns
- Christopher Farrell
- Thorben Winkler
- David Peter
- Frank De Vries
- Iddimus
- Christian Dremsa
- Mareike Sehr
- Marcus Gebauer
- Sven Matika
- Timo Jenderny
- Bjorn Neumann
- Daniel Montau
- Shankar Karuppayah
- Andrew K.
- Maike Spieker
- Sinan Lafci
- Aliriza Guler
- Kevin Meister
- Erfan Asgari Aragh
- Bojan Kekezovic
- Jen Kleinhenz
- Jobal Ferreira Almeida
- Dawud Havard
- Sergius Sutanto
- Alex Tak Lam Chan
- Johannes Dinda
- Samuel Cockedey
- Bo Kovich
- Carry Premiere
- Rico Damacen
- Marcus Tedenryd
- Timothy Stevens
- Gabor Kukucska
- Alison Segar
- Gaby Aguirre Apaza
- Susan Harper
- Daniel Mas Castane
- Shahin Najafipour
- Alan John Smith
- Marx Succes jr
- Ashley B. Fisher
- Erick Henning
- Nakagawa Kazuhiko
- Joaquin Granados Ortega
- Neil Fisher
- Sean Charles Denny
- Igor Lymar
- Anna Vakhotska
- Ermete Ricci
- Sara Isabel Amorim Marinho
- Satoshi Onabuchi
- Betsy DelValley
- Tomasz Skowronski
- Dorgas Muller
- Joris Mathei
- Simone Pessoa
- Kittikhun Srisathit